# Schloss Burgau

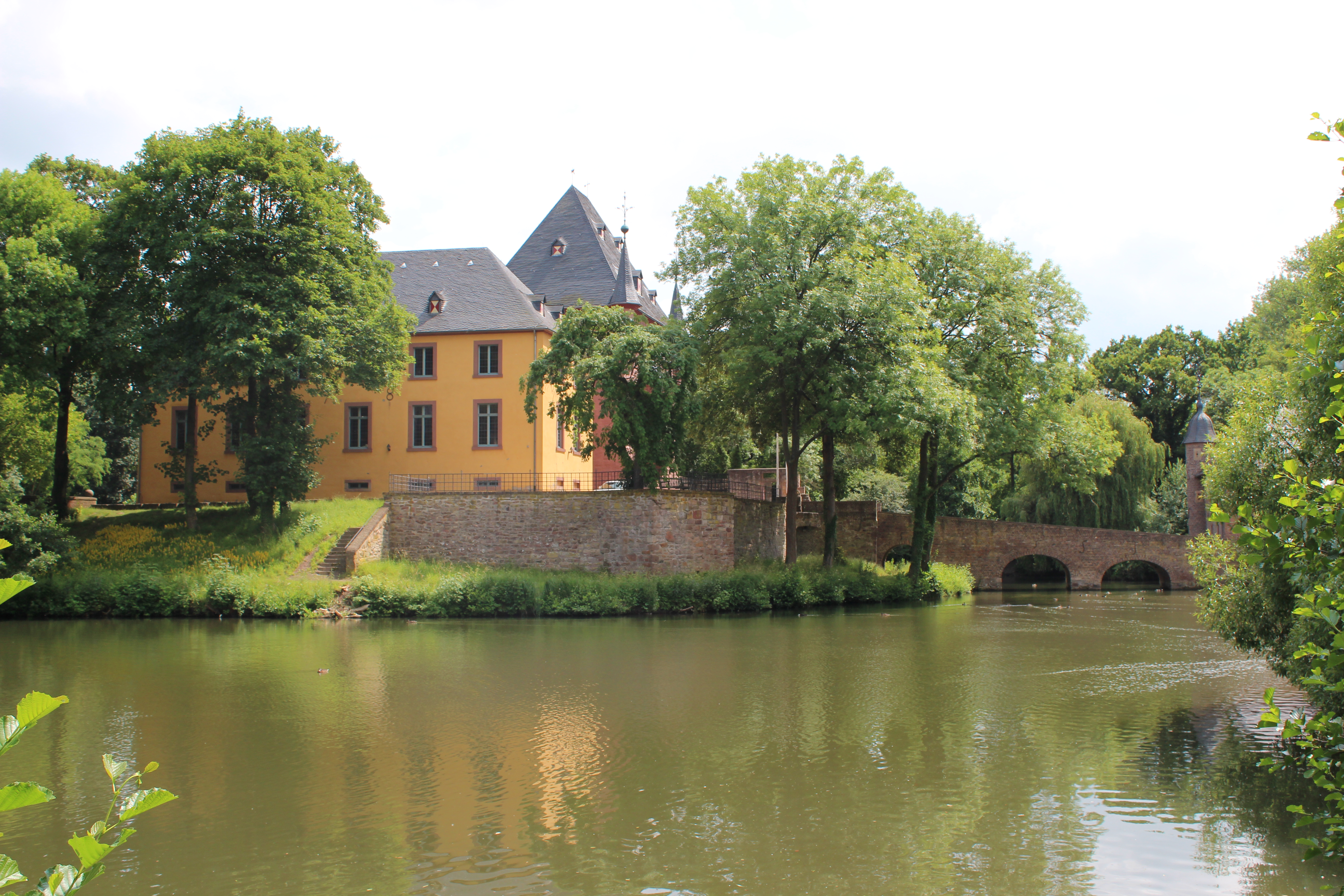
Schloss Burgau mit Weiher

Schloss Burgau (gesprochen: Burg-Au) ist ein Wasserschloss in Düren. Es befindet sich im Burgauer Wald am Rande des Dürener Stadtteils Niederau.

## Geschichte

### Burgherren und Besitzer
Die Herrschaft Burgau war ein Lehen von Heinsberg, das 1484 an das Herzogtum Jülich überging, wo es eine von 43 Unterherrschaften bildete. Als erster nachgewiesener Besitzer gilt im 13. Jahrhundert Amilius von Auwe. Amilius de Ouwe ist sowohl 1225 (Lacomblet, III, 132), wie auch 1234 Zeuge in einer Urkunde des Grafen Wilhelms von Jülich (Lacomblet, III, 197). Das auf einem Hügel stehende Schloss wurde am 19. November 1313 erstmals erwähnt, als Wilhelmus de Barchowe anlässlich einer Heinsberger Belehnung als Zeuge auftrat. Holzfunde in der Burg gehen bis in das 11. Jahrhundert zurück.
1475 wechselte der Besitz von der Familie von Auwe durch Vererbung zur Familie von Elmpt, die ursprünglich ihren Sitz auf einer Burg bei Erkelenz hatte. Zum Ende des Jahrhunderts kam teilweise auch die Familie von Binsfeld in den Besitz, aber Angehörige der Familie von Elmpt blieben die dominanten Burgherren. In der zweiten Hälfte des 17. Jahrhunderts kam Familie Metternich hinzu, die sich 1718 mit dem Grafen Schaesberg stritt. Danach übernahmen die Herren von Elmpt wieder den Besitz.
Um 1900 erbte die Gräfin von Keyserlingk das Schloss. 1915 zogen die von Keyserlingks nach Bohlschau in Westpreußen und beendeten damit eine jahrhundertelange Tradition des Familienerbes. Margarete Gräfin von Keyserlingk verkaufte Burgau an den Rittmeister Ernst Nienhausen, Rittergutsbesitzer auf Haus Nienhausen bei Rotthausen. Seit dieser Zeit wurde das Schloss nicht mehr bewohnt und war dem Verfall preisgegeben. Aus dem Jahr 1917 ist ein vermutlich durch Nienhausen in Auftrag gegebener Entwurf des Gelsenkirchener Architekten Josef Franke für die „Wiederherstellung“ des Schlosses bekannt. Die Stadt Düren erwarb 1917 das Schloss Burgau mit allen Besitztümern für 600.000 Mark von Ernst Nienhausen. Der Kaufpreis wurde unter anderem mit Geldern des Industriellen Benno Schoeller finanziert. Dazu gehörten eine Mühle in Niederau, ein Forsthaus und mehrere Hundert Hektar Wald. In den 1920er Jahren wurde Burgau als Ausflugsziel umgestaltet und für den Tourismus erschlossen.

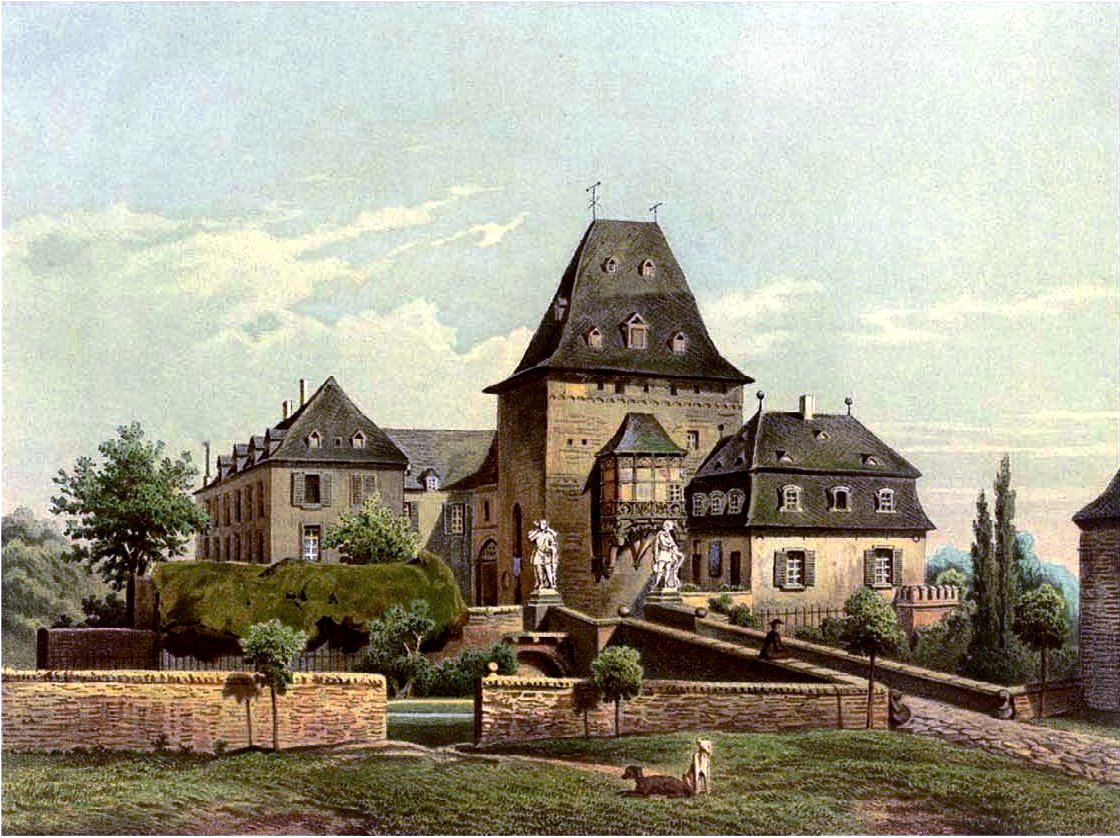
Schloss Burgau im 19. Jahrhundert, Sammlung Duncker

### Besitztümer der Herrschaft Burgau
Die Besitztümer des Burgauer Adels erstreckten sich weit über das Schloss hinaus. Dazu gehörten Höfe in Niederau, Stockheim und Stepprath. Im Jahr 1816 sind Ländereien mit einer Gesamtfläche von 1200 Morgen ausgewiesen.
Der Niederauer Hof lässt sich heute nicht mehr lokalisieren. Der Brockhof in Stepprath (auch Germersheimer oder Meisenberg-Hof genannt) war ein Burgauer Afterlehen. 1813 wurde der Hof an Bauern aus Stockheim verkauft. Ebenfalls in Stockheimer Besitz gelangten 1792 die Grundstücke des mehrmals abgebrannten Mirbachshof. Der Erbpachthof war als dritter Hof in Stepprath im Besitz der Familien von Elmpt und Heidgen. Der Große Hof an der Stockheimer Kirche wurde Mitte des 19. Jahrhunderts abgebrochen. Der Kleine / Neue Hof von Stockheim war zusammen mit dem Mirbachshof belehnt. Er brannte mehrmals nieder und gehört heute einem Landwirt. Weitere Burgauer Besitztümer waren die freien Güter in Kallerbend und Vossenack, das Haus Kombach bei Kinzweiler, der Zehnthof in Eschweiler, Höfe in Kommern und Dürwiß sowie der Merlenbroicher Hof in Vaals. Bezüglich der Nutzungsrechte am Wald kam es zu wiederholten Streitigkeiten zwischen Burgau und Kreuzau.
Im Jahr 1590 sind als Einnahmen aus den Besitztümern rund 930 Malter Getreide, 130 Kapaune, Dutzende weitere Tiere, 300 Eier und etwa 200 Gulden aufgelistet. Dazu kamen Erträge aus Jagd, Fischerei und diversen Dienstleistungen. Das Immobilienvermögen des Hauses Burgau wird im Jahr 1792 auf 11.365 Reichstaler beziffert. Zusätzlich werden die beiden Stockheimer Höfe mit jeweils rund 13.500 Reichstalern veranschlagt.

### Wiederaufbau seit 1974
Durch die Zerstörungen im Zweiten Weltkrieg, die anschließenden Plünderungen und die Witterungseinflüsse verfiel das Schloss zunehmend. Zunächst gab es keine umfassenden Bemühungen zum Wiederaufbau. Nach der Eingemeindung Niederaus in die Stadt Düren rief die St.-Cyriakus-Schützenbruderschaft die Bürgerinitiative „Rettet Burgau“ ins Leben. Das Engagement stieß auf großes Interesse in der Bevölkerung. Von 1974 bis 1991 sammelten die Schützen Spenden in Höhe von 275.000 Euro zur Rettung des Schlosses und der Initiator Albert Müller erhielt das Bundesverdienstkreuz.
Die Restauration orientierte sich an alten Bildern und Zeichnungen, um die Bauwerke so originalgetreu wie möglich wiederherzustellen. 1981 entschloss sich die Stadt Düren auf Druck der Bevölkerung, insgesamt acht Millionen DM zum Wiederaufbau zu bewilligen. Besonderer Aufwand war beim Erker nötig. In den 1980er Jahren nutzten immer mehr Vereine das Schloss, in dem auch ein Café eröffnete, für Konzerte und andere Veranstaltungen. 1991 erreichten die Arbeiten mit der Einweihung des Winkelsaals einen Höhepunkt.

## Architektur

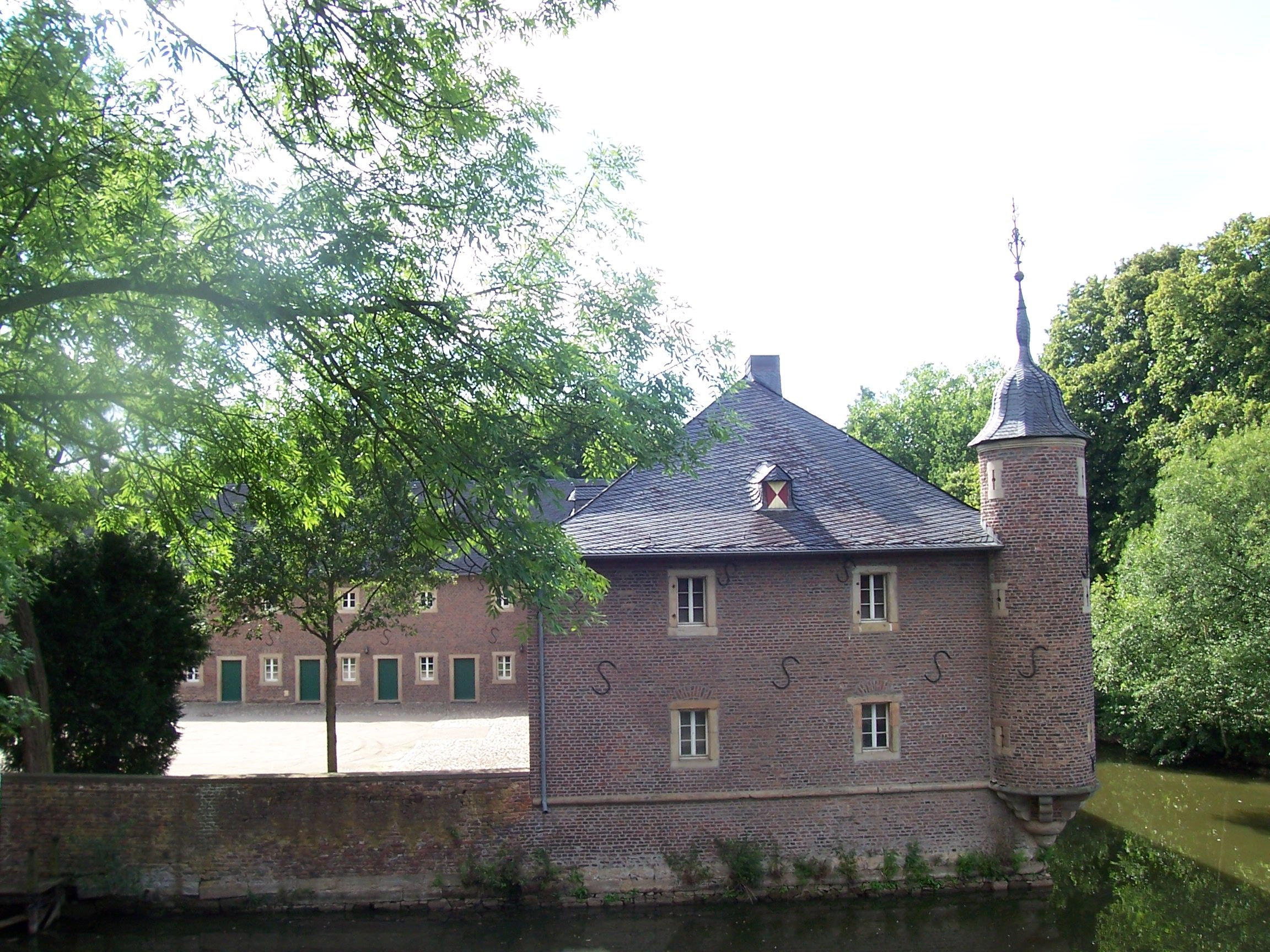
Vorburg
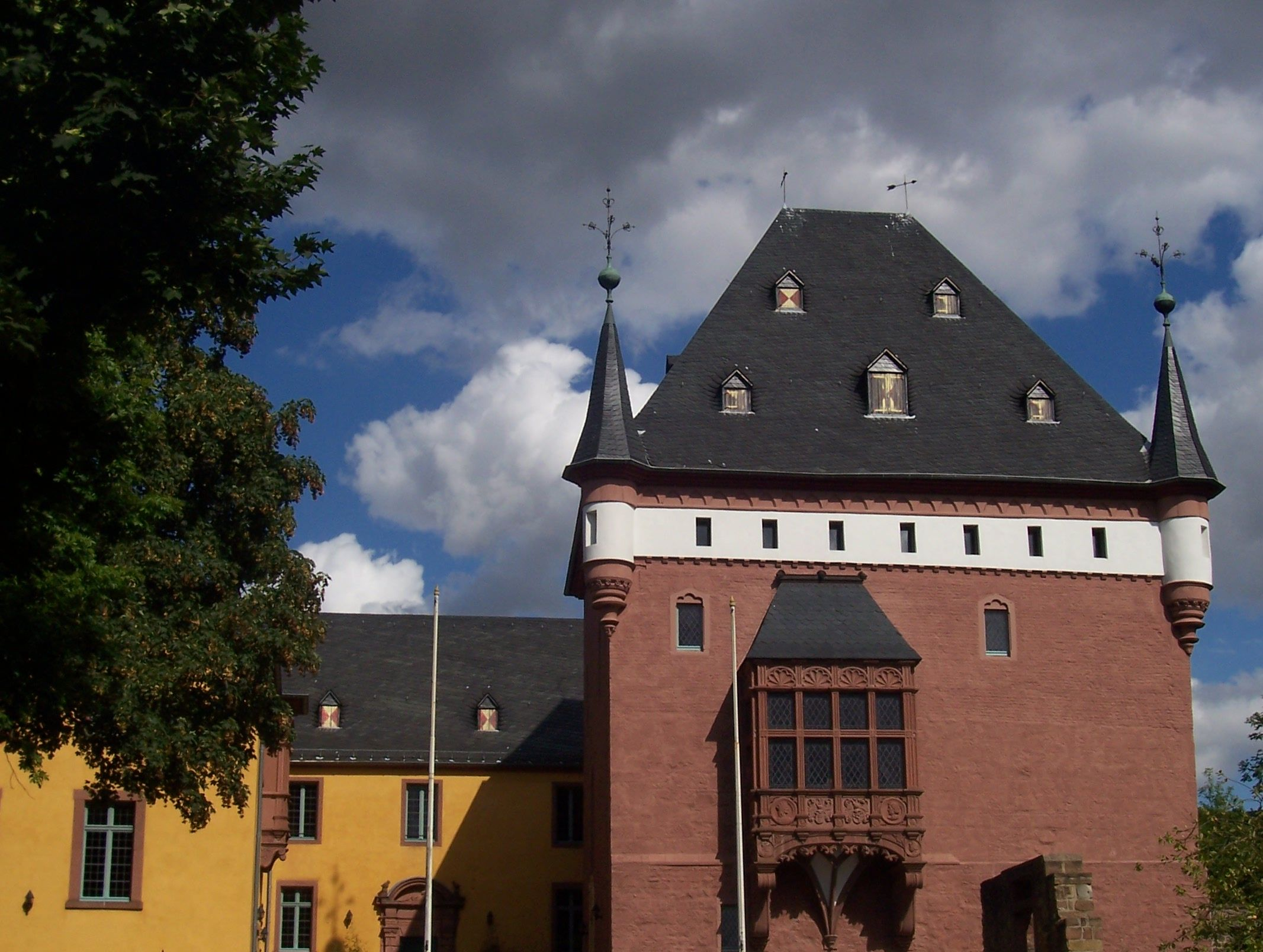
Hauptburg
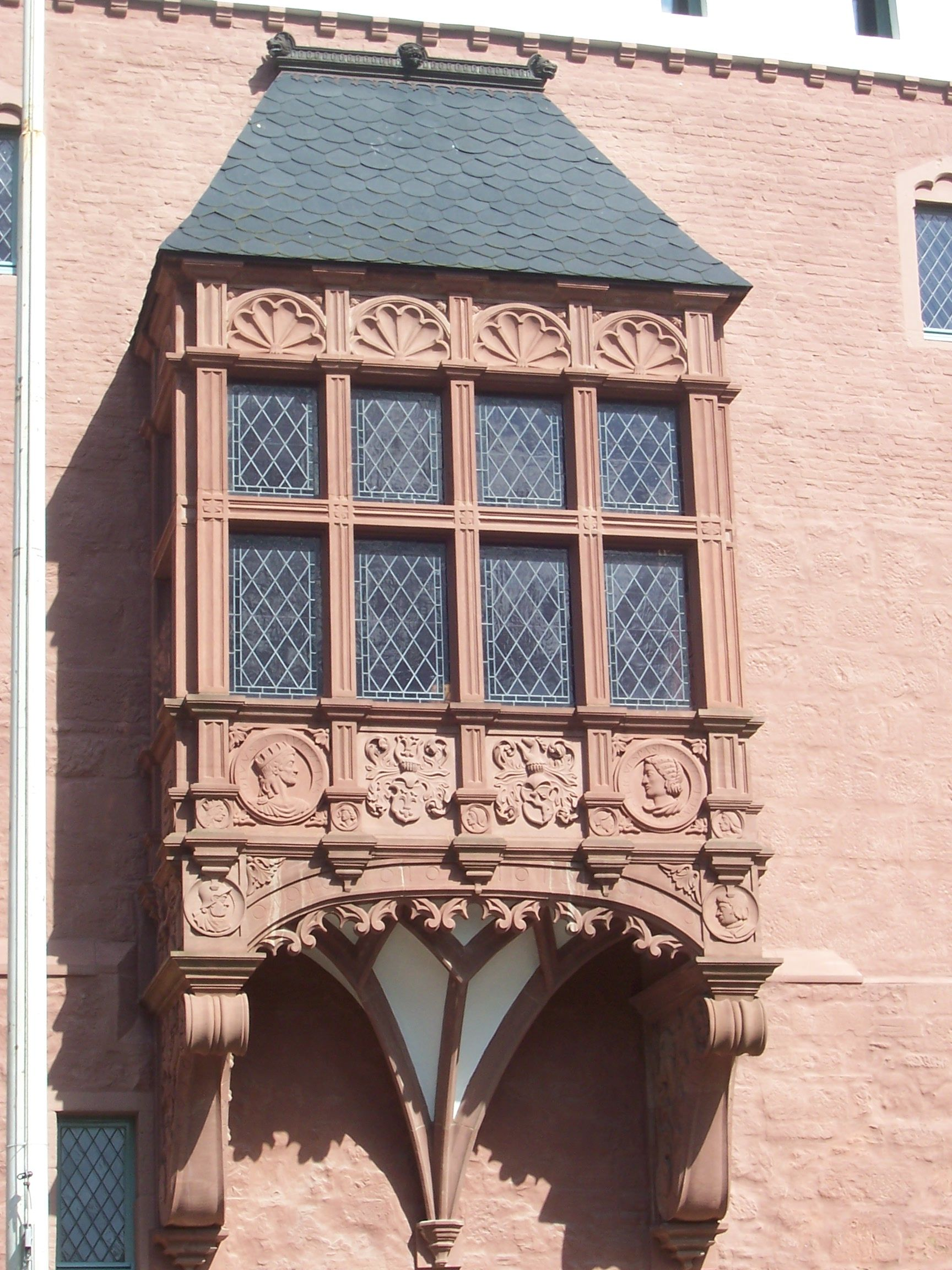
Erker am Wohnturm

Die frühesten Spuren stammen ungefähr aus dem Jahr 1100. Die Aufbauten befanden sich auf einer Motte (Turmhügelburg). Noch heute steht das Herrenhaus auf einer Insel mit einem Durchmesser von fünfzig Metern. Der Wohnturm stammt ebenfalls aus dem Mittelalter. Danach entstanden der Süd-, Ost- und Nordflügel der Hauptburg. Am Wohnturm befindet sich der 1551 errichtete Erker. Der vier mal 6,6 Meter große und 1,75 Meter tiefe Vorbau ist mit zahlreichen Reliefs geschmückt, die auf eine Hochzeit und antike Literatur verweisen. Im Jahr 1675 entschloss sich Daniel von Elmpt, das beschädigte Schloss renovieren zu lassen. Um 1730 folgte der Umbau zu einer barocken Dreiflügelanlage.
1685 veranlasste Anna Maria Catharina von Elmpt den Bau einer neuen Vorburg. Das dreiflügelige Bauwerk, das ebenso wie die Hauptburg mit einem Wassergraben umgeben ist, diente als Wirtschaftsgebäude. Im nordwestlichen Teil der Vorburg befindet sich heute der Winkelsaal.

## Heutige Nutzung
Seit dem Wiederaufbau dient Schloss Burgau als Touristenattraktion und Veranstaltungsort. Viele Vereine nutzen die Räumlichkeiten.
Als Ausflugsziel ist es mit seinem Weiher und dem umliegenden Wald bekannt. Seit 1981 sorgt ein Café für die kulinarische Versorgung der Besucher. Im Winkelsaal sowie im Innenhof der Vorburg finden regelmäßig Konzerte und Feste verschiedener Vereine statt. Kaća Čelan richtete in der Hauptburg das Theater TAS inklusive Theaterschule ein. Außerdem bietet das Gebäude 450 m² Platz für Ausstellungen. Das Dürener Standesamt bietet an bestimmten Terminen Trauungen im Erkerzimmer an.
Das Bauwerk ist unter Nr. 2/001 in die Denkmalliste der Stadt Düren eingetragen.

## Der Maler Hans Holbein auf Schloss Burgau

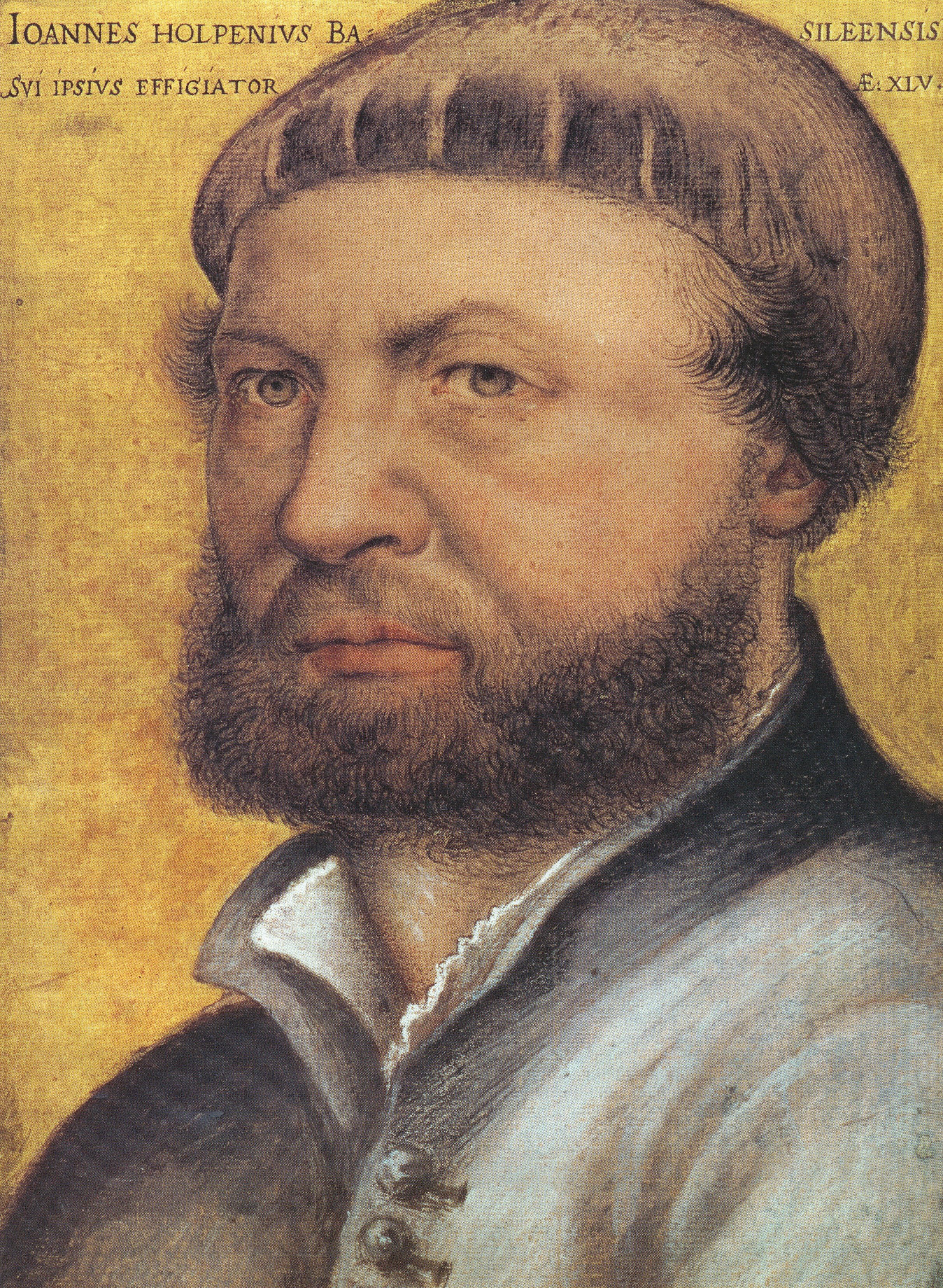
Hans Holbein d. J.

Im Jahr 1539 traf der Maler Hans Holbein der Jüngere in Düren ein. Er war aus England gekommen, um für König Heinrich VIII. das Brautbild der Prinzessin Anna von Kleve zu malen. Vor einer endgültigen Entscheidung, ob der König Anna heiraten konnte und wollte, wollte er erst einmal ein Bildnis von ihr sehen. Als der König das Bild sah, meinte er, dass die Nase etwas zu groß sei und der Wuchs zufriedenstellend sei. Er schickte eine Gesandtschaft nach Düren, um die Braut zu werben und sie nach England zu holen.
Ihm gefiel die Braut in natura so wenig, dass die Ehe niemals vollzogen wurde. Eine Legende verbreitete sich, er habe die arme Anna hinter vorgehaltener Hand die „flandrische Mähre“ genannt. Um niemand vor den Kopf zu stoßen, lebte Anna als „des Königs liebe Schwester“ unberührt und jungfernhaft am englischen Hof.

## Sage der Hexe Hackefey
Die Sage der Hexe Hackefey erlangte überregionale Bekanntheit. Nach der Legende hatte die Hexe Sophia einen Teufelspakt gegen das auf dem Schloss lebende Grafenpaar geschlossen. Der Teufel konnte es nicht leiden, dass das auf dem Schloss lebende Grafenpaar sich so liebte. Deshalb beauftragte er die Dorfbewohnerin Sofia Hack, genannt Hackefey, Zwietracht bei dem Paar zu säen. Sie erzählte der Gräfin, dass ihr Mann am Hals Haare tragen würde, die ihn entstellten. Sie sollte sie nachts abrasieren. Dem Grafen erzählte sie aber, dass seine Frau ihn ermorden wolle. Als die Gräfin ihrem Mann nun die Haare am Hals wegrasieren wollte, fand er darin die Bestätigung, dass sie ihn ermorden wolle. Der daraus entstandene Streit entzweite das Paar für immer und Hackefey erhielt als Belohnung goldene Pantoffeln vom Teufel.
Auf mehreren Reliefs im Schloss ist Hackefey dargestellt. Der Dürener Mundartdichter Joseph van der Giese schrieb 1840 über diese Sage ein Theaterstück und Johann Walter Neumann verarbeitete die Geschichte 1909 zu einer Ballade. Martin Luther erwähnte sie in seinen Tischreden. Aus dem Jahr 2014 stammt die Erzählung Die Hexe Hackefey von Günter Krieger.